# 塔兰托足球俱乐部
塔兰托足球俱乐部，是意大利塔兰托市的一个足球俱乐部，成立于1906年。